# Малта (река)
Ма́лта (латыш. Malta) — река в Латвии, левый приток реки Резекне. Длина реки — 105 км, площадь водосборного бассейна — 882,9 км².
Река вытекает из озера Салайс (латыш. Salājs). Течёт преимущественно на север по территории Краславского, Резекненского и Прейльского краёв к озеру Лубанс. На реке расположено множество озёр. Ранее Малта впадала непосредственно в озеро Лубанс, но с 1966 года её воды по каналу длиной 6 км направляются в реку Резекне. Канал и участок русла на 2 км выше канала обнесены дамбами. Участок старого русла длиной 8,5 км используется для дренажа.
Падение русла в верхнем течении — около 2 м/км, ниже города Виляны — менее 0,5 м/км. На реке расположены город Виляны, сёла Круки, Малта, Нагли, Силмала.

## Притоки
| Левые: Балда Аина Мозгупе Лиска Чёрная Нотра Сперга |  | км 24 09 10 18 10 06 09 |  | Правые: Козубка Вертушанка Презма Лейчупе Тискадка Лауза |  | км 08 14 05 12 15 09 |